# Бартатівська сільська рада
Бартатівська сільська рада  — колишній орган місцевого самоврядування у Городоцькому районі Львівської області з центром у с. Бартатів.

## Загальні відомості
Історична дата утворення: в 1939 році. Водоймища на території, підпорядкованій даній раді: річка Ставчанка.

## Населені пункти
Сільраді були підпорядковані населені пункти:
- c. Бартатів
- с. Воля-Бартатівська

## Склад ради
Рада складалася з 14 депутатів та голови.
- Сільський голова: Островський Андрій Олексійович
- Секретар сільської ради: Пецух Марія Михайлівна
- Головний бухгалтер: Котик Олександра Михайлівна

### Керівний склад ради
| ПІБ                            | Основні відомості                                                 | Дата обрання | Дата звільнення |
| ------------------------------ | ----------------------------------------------------------------- | ------------ | --------------- |
| Островський Андрій Олексійович | Сільський голова, 1971 року народження, освіта, безпартійний      | 26.03.2006   | 31.10.2010      |
| Островський Андрій Олексійович | Сільський голова, 1971 року народження, освіта вища, безпартійний | 31.10.2010   |                 |

Примітка: таблиця складена за даними джерела

### Депутати
Результати місцевих виборів 2010 року за даними ЦВК
| № зп                                                | № округу                                            | Прізвище, ім'я, по батькові                         | Дата визнання обраним                               | Відомості про обраного депутата                                                      |
| Політична партія Всеукраїнське об'єднання «Свобода» | Політична партія Всеукраїнське об'єднання «Свобода» | Політична партія Всеукраїнське об'єднання «Свобода» | Політична партія Всеукраїнське об'єднання «Свобода» | Політична партія Всеукраїнське об'єднання «Свобода»                                  |
| --------------------------------------------------- | --------------------------------------------------- | --------------------------------------------------- | --------------------------------------------------- | ------------------------------------------------------------------------------------ |
| 1                                                   | 4                                                   | Лишак Олена Володимирівна                           | 05.11.2010                                          | Освіта середня спеціальна, позапартійна, студент                                     |
| 2                                                   | 6                                                   | Гапачило Любов Євстахіївна                          | 05.11.2010                                          | Освіта середня, позапартійна, тимчасово не працює                                    |
| 3                                                   | 14                                                  | Абрамець Ірина Іллівна                              | 05.11.2010                                          | Освіта середня спеціальна, позапартійна, приватний підприємець                       |
| Самовисування                                       |                                                     |                                                     |                                                     |                                                                                      |
| 1                                                   | 1                                                   | Ригун Оксана Степанівна                             | 05.11.2010                                          | Освіта середня спеціальна, позапартійна, тимчасово не працює                         |
| 2                                                   | 2                                                   | Котик Олександра Михайлівна                         | 05.11.2010                                          | Освіта вища, позапартійна, Бартатівська сільська рада, головний бухгалтер            |
| 3                                                   | 3                                                   | Рілінг Назар Степанович                             | 05.11.2010                                          | Освіта незакінчена вища, позапартійний, студент                                      |
| 4                                                   | 5                                                   | Куртинець Михайло Михайлович                        | 05.11.2010                                          | Освіта середня, позапартійний, тимчасово не працює                                   |
| 5                                                   | 7                                                   | Братусь Андрій Львович                              | 05.11.2010                                          | Освіта середня спеціальна, позапартійний, Бартатівська основна школа, електромеханік |
| 6                                                   | 8                                                   | Осіпчук Анатолій Васильович                         | 05.11.2010                                          | Освіта середня спеціальна, позапартійний, приватний підприємець                      |
| 7                                                   | 9                                                   | Райтер Степан Антонович                             | 05.11.2010                                          | Освіта середня, позапартійний, пенсіонер                                             |
| 8                                                   | 10                                                  | Пецух Марія Михайлівна                              | 05.11.2010                                          | Освіта вища, позапартійна, Бартатівська сільська рада, секретар                      |
| 9                                                   | 11                                                  | Модла Михайло Богданович                            | 05.11.2010                                          | Освіта вища, позапартійний, тимчасово не працює                                      |
| 10                                                  | 12                                                  | Гладкий Роман Васильович                            | 05.11.2010                                          | Освіта вища, позапартійний, тимчасово не працює                                      |
| 11                                                  | 13                                                  | Шута Роман Михайлович                               | 05.11.2010                                          | Освіта середня спеціальна, позапартійний, тимчасово не працює                        |